# 世にも奇妙な物語 春の特別編 (1998年)
『世にも奇妙な物語 春の特別編』（よにもきみょうなものがたり はるのとくべつへん）は、1998年4月8日（水曜日）21:00 - 23:18（JST）にフジテレビで放送された『世にも奇妙な物語』の特別編。

## サムライ化する男

### キャスト
- 坂本 - 香取慎吾
- 辻香緒里
- 北見敏之
- 田山涼成
- 石井愃一
- 久保晶
- 丸久美子
- 福田亘
- 剱持誠
- 井上浩
- 安藤整治
- 松澤重雄

### スタッフ
- 脚本 - 高山直也
- 演出 - 土方政人

## トラウマ
- 主演 - 稲森いずみ

## くしゃみ

### キャスト
- 男 - 西村雅彦
- 浅野和之
- 斉藤暁
- 遠山俊也
- 須永慶
- 天田貴子
- 末永千草
- 猫背椿
- 金澤貴子
- 田中要次
- 間田憲輔
- 田村順子
- 松山尚子
- 谷津勲
- 知絵
- 吉田朝
- 賀川黒之助
- 高丸真里
- 谷藤太
- 井出勝己
- 新井量大
- 森富士夫
- 伊藤眞
- 田辺綾子
- 藤岡大樹
- 嘉悦総
- 久松亜希

### スタッフ
- 脚本 - 戸田山雅司
- 演出 - 鈴木雅之

## 5分後の女

### キャスト
- 女 - 安田成美
- 升毅
- 大杉漣
- 阿部百合子
- ト字たかお
- 沼崎悠
- 浅沼晋平
- 木村翠
- 島ひろ子
- 田中哲司
- 安藤麻吹
- 角田よしこ
- 阿部朋子
- 中根紗英莉
- 中原都
- 崎本大海
- 倉恒由美子

### スタッフ
- 脚本 - 大野敏哉、落合正幸
- 演出 - 落合正幸

## そして、くりかえす

### キャスト
- 男[注 1] - 内村光良（ウッチャンナンチャン）
- 渡辺由紀
- 酒井敏也
- 伊沢弘
- ドン貫太郎
- 田村元治
- 児玉頼信
- 宍戸美和公
- 伊橋友美
- 勝光徳
- 村澤寿彦
- 三宅正信
- 成瀧のり子
- 外園基
- 坂井ひろみ

### スタッフ
- 脚本 - 田中一彦、杉本達
- 演出 - 杉本達